# Réserve nationale de faune du cap Tourmente

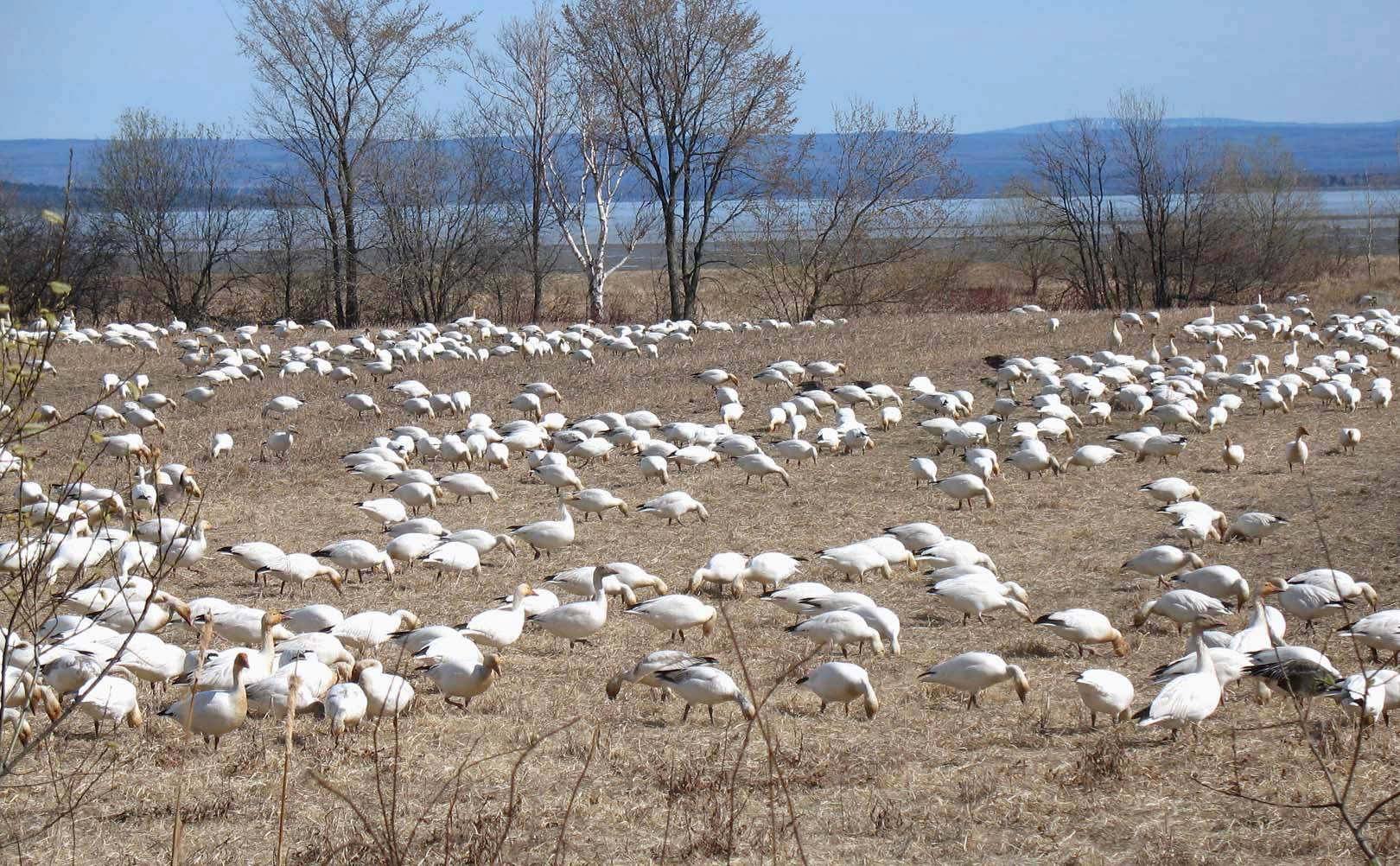
Husy sněžné v rezervaci

Réserve nationale de faune du cap Tourmente (anglicky Cap Tourmente National Wildlife Area) je kanadská přírodní rezervace o rozloze 23,99 čtverečních kilometrů ležící na severním břehu Řeky svatého Vavřince. Administrativně náleží do regionu Charlevoix v provincii Québec a byla založena 28. dubna 1978. Lokalita je velmi významným útočištěm migrujících hus sněžných – na podzim a na jaře se jich zde zastavují desetitisíce.
Zdejší bažiny jsou od roku 1981 nejstaršími uznanými severoamerickými mokřinami s mezinárodním významem dle Ramsarské úmluvy.